# Kam (rappeur)
Pour les articles homonymes, voir Kam.
Kam, de son vrai nom Craig A. Miller, né en 1969 à Watts en Californie, est un rappeur américain. Il est connu pour ses paroles afrocentriques, son appartenance à la Nation of Islam et pour être le cousin du célèbre rappeur Ice Cube,. Au long de sa carrière, il collabore avec de nombreux artistes, comme Erick Sermon, MC Ren, Coolio, DJ Quik, DJ Pooh, Tha Eastsidaz, Method Man, KRS-One, Snoop Dogg, Sly Boogy ou encore Public Enemy.

## Biographie
Kam est né en 1969 à Watts en Californie. Rappeur originaire de la côte ouest, il est initialement mal vu par le public du fait de son style rap hardcore sociopolitique au début des années 1990. Kam fait ses débuts musicaux en 1991, sur la bande-son du film Boyz N the Hood avec la chanson Every Single Weekend.
En 1993, il publie son premier album, Neva Again, qui contient notamment le single Peace Treaty grâce auquel Kam perce dans la scène locale. L'album est bien reçu par la critique et renferme des paroles qui s'oppose au gouvernement. L'album atteint la 110e place du Billboard 200. Kam fait son retour deux ans plus tard, en 1995, avec Made in America, un album aux sonorités plus G-funk, qui contient des productions de DJ Quik, Warren G ou encore de Battlecat. L'album atteint la 158e place du Billboard 200.
Le 20 mars 2001, Kam publie son troisième album, Kamnesia, qui atteint les classements musicaux.
Il fait actuellement partie du supergroupe The Warzone, aux côtés de MC Eiht et de Goldie Loc. Le groupe est signé sur le label Doggystyle Records de Snoop Dogg. Kam est actuellement signé à son propre label, Hereafter Records, et prévoit la sortie d'un quatrième album solo.

## Discographie

### Albums studio
- 1993 : Neva Again
- 1995 : Made in America
- 2001 : Kamnesia

### Singles
- 1993 : Peace Treaty/Y'all Don't Hear Me Dough
- 1995 : Pull Ya Hoe Card/Nut'n Nice
- 1995 : Still Got Love 4 'Um/Hang 'Um High
- 1995 : In Traffic
- 1998 : Bulworth (They Talk About It When We Live It)